# Toronaeus simillimus
Toronaeus simillimus là một loài bọ cánh cứng trong họ Cerambycidae.